# Вік (видавництво)

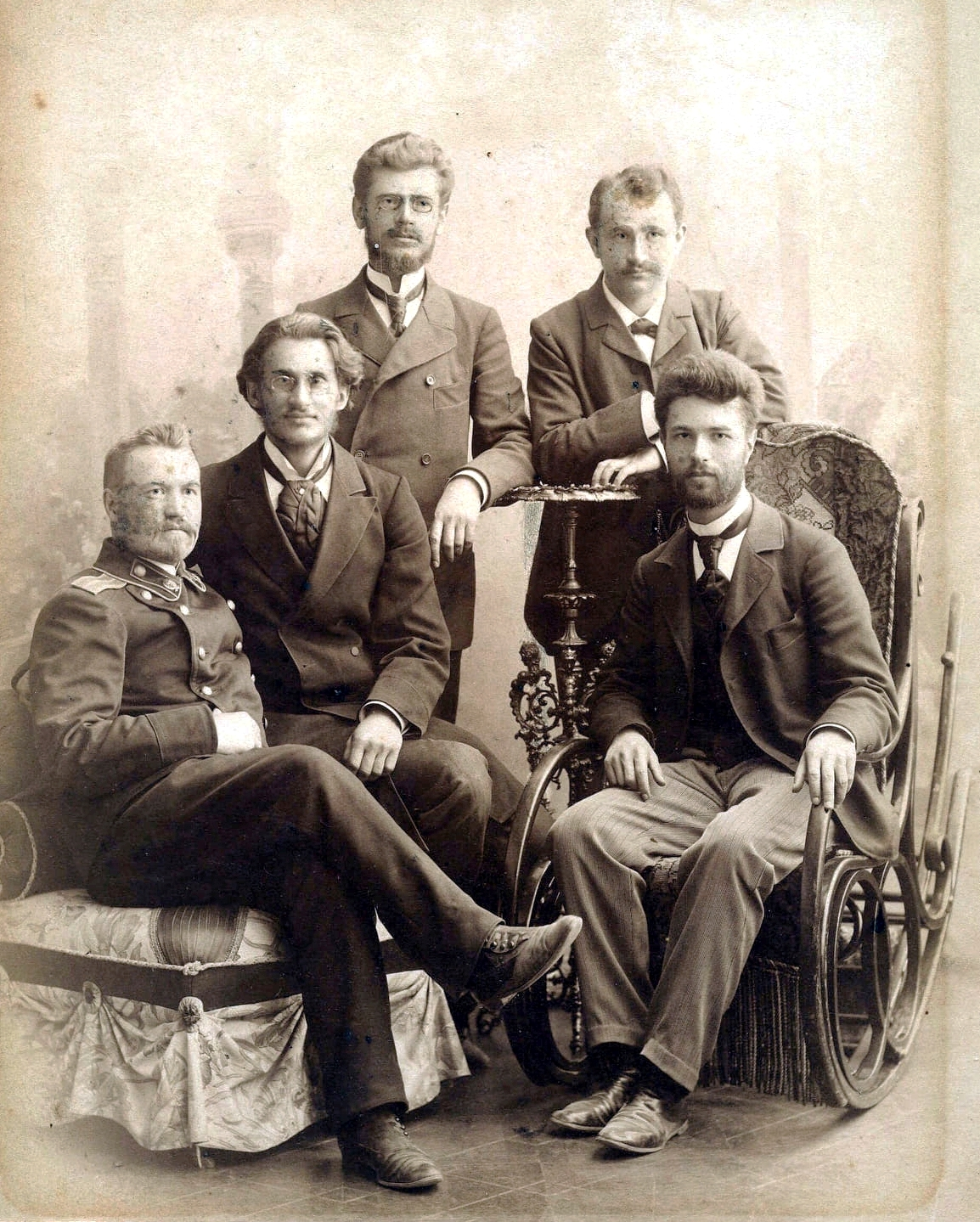
Світлина гурту «віківців». Сидять (зліва направо): О. Лотоцький, В. Доманицький, С. Єфремов. Стоять: Ф. Матушевський, В. Дурдуківський. Київ, початок 1900-х рр.

Вік — українське видавництво у Києві, що діяло в 1895–1918 роках.
Засноване з участю Олександра Лотоцького, Сергія Єфремова, Володимира Дурдуківського, Василя Доманицького, Федора Матушевського.
Незважаючи на цензурні умови царської Росії, видало 140 назв художньої, навчальної та науково-популярної літератури загальним накладом понад 560 тисяч примірників.
Особливо цінними є видання творів української класичної літератури та тритомної «Антології української літератури».